# 公路戰士
《火箭車》（又译作），是一款由科樂美於1984年12月推行的遊戲。

## 遊戲概要
遊戲開始，玩家操控著一台叫做「V12 DOHC 2500PS」款式的紅色車子，並以左右移動的方式，避開路上所出現的各種車輛與障礙物。玩家均由低速啟動，最高可達每小時400公里的速度行進。通過車輛均可加分，途中也會有能源車（fuel car）可幫助玩家增加7個能量單位，確保能源的充足，也可以增加分數。
玩家若是撞上其他車輛，不會造成車禍而造成車輛毀損；但如果是玩家在高速的情況下撞上了道路兩旁，則車輛毀損，並扣5能源單位，玩家就必須從該點再從低速啟動車輛後出發。
倘若遊戲進行中，車子的能源低於10個能量單位，遊戲會發出警告聲響，表示能源不足。若所有能源均用完，螢幕上會顯示「empty」（能量用盡），一小段時間後，螢幕上顯示遊戲結束（game over）之後，玩家結束此場遊戲。

### 一般汽車
一般汽車是這個遊戲最常出現的，共有八個種類，關卡愈後面，難度提高，這些競爭汽車的阻礙也就愈棘手。

### 對手車
另有一種叫做「對手車」（opponent cars）的車種，是這場遊戲內玩家必須要超越的。玩家一開始在競賽的排名為第40，因此玩家必須要想盡辦法超越這些車種，好讓自己的名次超前。

### 障礙物
障礙物可分下列種類：
路障
玩家若撞上路障，駕駛的車必定毀損，並扣除5能源單位。若玩家撞上路障後，車輛先毀損，然後該路障消失。
油
一攤在路上的黑油，若玩家的車輛經過此油，會讓玩家的車輛打滑，此時車輛不會毀損。但若玩家的車輛碰上道路的兩端，車輛肯定毀損，並且扣除5能源單位。
積水
在路上的積水，若玩家的車輛經過此積水，車輛不會毀損，只是速度會減緩，玩家必須要重新加速車輛，才能繼續前進。
油罐車
長形貨車。若玩家撞上此車，車輛必定毀損，並扣除5能源單位。
鐵桶車
當此車出現在畫面中，這個車子會掉出幾個鐵桶，阻礙車子的行進。若玩家撞上此車以及掉出來的鐵桶，車輛也會毀損，並扣5能源單位。

### 加分機會
在此遊戲中，也有一些加分機會。
能源車
有著紅、藍，以及靛色的汽車，每次玩家碰上此車不僅不會毀損，且還能讓玩家加7能量單位與一些分數。在街機版本內，玩家在第一次取得的此車，可獲得300點；之後，在連續取得能源車且沒有失誤的情況下，就以500、1,000、2,000、3,000、5,000，最高到10,000點的成績逐次增加。而在任天堂紅白機的版本，只有每次都是固定1,000點的成績。
超人
超人是玩家在沒有失誤的情況下，額外出現的加分關鍵。披風上出現著K字是其特徵。超人出現後，任天堂紅白機的版本，增加玩家1,000點的分數，街機版可增加3,000點的分數。
噴射機
噴射機僅在街機版出現，也是玩家在沒有失誤的情況下，額外出現的加分關鍵。從螢幕底端，以超過玩家駕駛車輛的速度到螢幕頂端，再加玩家3,000點的分數。
火車
火車也僅在街機版出現，也是從螢幕底端，以超過玩家駕駛車輛的速度到螢幕頂端，再加玩家3,000點的分數。